# 縦隊
縦隊（じゅうたい、英: column）は、縦列に並んだ部隊の戦闘隊形をいう。

## 概要
縦隊とは基本的な戦闘隊形の一つである。隊形を維持することが比較的容易である点や、機動を統制しやすい点、重層的な構造を持つ点から行軍や突撃の実施の際にしばしば採られる。横陣や斜線陣など敵の広包囲配備を撹乱したり、要塞などの固定陣地を突破するさいに威力を示した。ただし火力攻撃を行う場合、戦闘に参加できる兵力が限定されてしまい、多くが遊兵となる欠点がある。長射程の銃器が発達するとともに戦闘では横隊が基本となる。ナポレオンは攻撃縦隊(colonne d'attaque)を好んで利用した。前衛、側衛、後衛、本隊から構成され、敵部隊と接触してからは速やかに前衛で拘束し、本隊を横隊へと戦闘展開することが可能である。海戦においては単縦陣がある。